# Чемпионат мира по лёгкой атлетике 2022
Чемпионат мира по лёгкой атлетике 2022 года — международное легкоатлетическое соревнование, которое проходило с 15 по 24 июля в американском Юджине.
Этот турнир стал 18-м чемпионатом мира, организуемым под эгидой World Athletics. Это первый чемпионат мира в США и второй в Северной Америке (в 2001 году турнир принимала Канада). Также на этом чемпионате впервые будут вручаться награды в командном первенстве. Подсчёт будет вестись по сумме очков, набранных по ходу программы (учитываются попадания в восьмёрку лучших).
Изначально чемпионат должен был состояться в августе 2021 года, но в связи с пандемией COVID-19 было принято решение о переносе турнира на более поздний срок.

## Выбор места проведения чемпионата
О решении провести чемпионат в Юджине было объявлено в апреле 2015 года. Право стать организатором турнира было отдано Юджину без стандартной конкурсной процедуры, что вызвало недовольство шведской федерации лёгкой атлетики, поскольку Гётеборг также претендовал на то, чтобы принять турнир у себя. При этом Юджин представлял свою заявку на проведение чемпионата в 2019 году, однако уступил Дохе. Ранее лишь однажды право проведения чемпионата было отдано без конкурса. Тогда выбор пал на японскую Осаку, где прошёл Чемпионат 2007 года.
Будучи в статусе «хозяев» турнира сборная США готовилась показывать высокие результаты. На чемпионате у американцев будет самое большое представительство среди всех национальных команд.

## Стадионы
Основная часть соревнований проходит на стадионе Хейвард-филд, расположенном на территории Университета Орегона. В 2020 году была завершена реконструкция стадиона. Вместимость арены — 30 000 зрителей.

## Участники
Согласно стартовым листам на турнир заявлены 1972 атлета из 192 национальных федераций. Также в чемпионате примут участие атлеты, представляющие команду беженцев. В мужской части турнира выступят 1000 атлетов из 164 национальных команд, в женской — 887 легкоатлеток из 116 команд. Наибольшее представительство у США — 117 атлетов. У Германии выступят 88 представителей, от Великобритании — 81, от Японии — 68, от Ямайки и Австралии — по 65, от Италии — 60, от Канады — 59, от Бразилии — 58, от Китая — 53. Другие команды представлены менее чем 50-ю атлетами. После вторжения России в Украину World Athletics запретила всем российским и белорусским спортсменам и официальным лицам участвовать в своих соревнованиях в том числе и в чемпионате мира по легкой атлетике.
Из-за бюрократических проволочек с американской стороны многие легкоатлеты, тренеры и другие члены сборных разных стран мира долго не могли получить визу для посещения соревнований в США. За несколько дней до начала турнира представитель World Athletics Николь Джеффри сообщила, что необходимое разрешение на посещение США не могли получить 374 человека. Специальная группа, в которую вошли организаторы турнира, представители World Athletics, а также члены Олимпийского и Паралимпийского комитетов США, смогли решить проблему лишь для 255 человек. Также не получили разрешение на въезд в США и многие журналисты, которые должны были освещать чемпионат мира в Юджине.

## Программа соревнований
Соревнования по спортивной ходьбе на 50 км для мужчин и для женщин заменены на старты на 35 км. После Олимпиады в Токио заходы на 50 км будут исключены из всех крупных международных стартов.
Второй раз в истории летних чемпионатов мира будет проведена смешанная эстафета 4×400 м.
Виды программ в мужской и женской части соревнований практически идентичны за исключением многоборья. У мужчин этот вид состоит из 10 дисциплин, у женщин — из 7.

## Призёры
Зелёным цветом в таблице выделены чемпионы мира 2019 года

WR рекорд мира |
СR рекорд чемпионатов мира |
WL лучший результат сезона в мире |
NR национальный рекорд |
PB личный рекорд

### Мужчины
| Дисциплина                     | Золото                                                                                                 | Золото         | Серебро                                                                                                | Серебро      | Бронза                                                                                            | Бронза        |
| ------------------------------ | --- | -------------- | --- | ------------ | ------------------------------------------------------------------------------------------------- | ------------- |
| 100 м см. подробнее            | Фред Керли США                                                                                         | 9.86           | Марвин Брейси США                                                                                      | 9.88         | Трэйвон Бромелл США                                                                               | 9.88          |
| 200 м см. подробнее            | Ноа Лайлс США                                                                                          | 19.31 WL NR    | Кенни Беднарек США                                                                                     | 19.77 SB     | Эррийон Найтон США                                                                                | 19.80         |
| 400 м см. подробнее            | Майкл Норман США                                                                                       | 44.29          | Кирани Джеймс Гренада                                                                                  | 44.48        | Мэттью Хадсон-Смит Великобритания                                                                 | 44.66         |
| 800 м см. подробнее            | Эммануэль Корир Кения                                                                                  | 1:43.71 SB     | Джамель Седжати Алжир                                                                                  | 1:44.14      | Марко Ароп Канада                                                                                 | 1:44.28       |
| 1500 м см. подробнее           | Джейк Уайтмен Великобритания                                                                           | 3:29.23 WL PB  | Якоб Ингебригтсен Норвегия                                                                             | 3:29.47 SB   | Мохамед Катир Испания                                                                             | 3:29.90 SB    |
| 5000 м см. подробнее           | Якоб Ингебригтсен Норвегия                                                                             | 13:09.24       | Джейкоб Кроп Кения                                                                                     | 13:09.98     | Оскар Челимо Уганда                                                                               | 13:10.20 SB   |
| 10 000 м см. подробнее         | Джошуа Чептегеи Уганда                                                                                 | 27:27.43 SB    | Стэнли Мбуру Кения                                                                                     | 27:27.90 SB  | Джейкоб Киплимо Уганда                                                                            | 27:27.97 SB   |
| Марафон см. подробнее          | Тамират Тола Эфиопия                                                                                   | 2:05:36 CR     | Мосинет Геремеу Эфиопия                                                                                | 2:06:44      | Башир Абди Бельгия                                                                                | 2:06:48       |
| Эстафета 4×100 м см. подробнее | Канада · Аарон Браун · Джером Блейк · Брендон Родни · Андре Де Грасс                                   | 37.48 WL NR    | США · Кристиан Коулман · Ноа Лайлс · Элайджа Холл · Марвин Брейси                                      | 37.55 SB     | Великобритания · Джона Эфолоко · Жарнел Хьюз · Нетанил Митчелл-Блейк · Рис Прескод · Адам Джемили | 37.83 SB      |
| Эстафета 4×400 м см. подробнее | США · Элайджа Годвин · Майкл Норман · Брайс Дедмон · Чемпион Эллисон · Вернон Норвуд · Тревор Бэйсситт | 2:56.17 WL     | Ямайка · Аким Блумфилд · Нейтон Аллен · Джевон Пауэлл · Кристофер Тейлор · Карайм Бартли · Энтони Кокс | 2:58.58      | Бельгия · Дилан Борле · Жюльен Ватрен · Александер Дум · Кевин Борле · Йонатан Сакур              | 2:58.72       |
| 110 м с/б см. подробнее        | Грант Холлоуэй США                                                                                     | 13.03          | Трей Каннингем США                                                                                     | 13.08        | Асьер Мартинес Испания                                                                            | 13.17 PB      |
| 400 м с/б см. подробнее        | Алисон дос Сантос Бразилия                                                                             | 46.29 CR AR WL | Рай Бенджамин США                                                                                      | 46.89 SB     | Тревор Бэйсситт США                                                                               | 47.39 PB      |
| 3000 м с/п см. подробнее       | Суфиан Эль-Баккали Марокко                                                                             | 8:25.13        | Ламеха Гирма Эфиопия                                                                                   | 8:26.01      | Консеслус Кипруто Кения                                                                           | 8:27.92       |
| Ходьба на 20 км см. подробнее  | Тосикадзу Яманиси Япония                                                                               | 1:19:07        | Коки Икэда Япония                                                                                      | 1:19:14      | Персеус Карлстрём Швеция                                                                          | 1:19:18       |
| Ходьба на 35 км см. подробнее  | Массимо Стано Италия                                                                                   | 2:23:14 CR NR  | Масатора Кавано Япония                                                                                 | 2:23:15 AR   | Персеус Карлстрём Швеция                                                                          | 2:23:44 PB    |
| Прыжок в высоту см. подробнее  | Мутаз Эсса Баршим Катар                                                                                | 2.37 м WL      | У Сан Хёк Республика Корея                                                                             | 2.35 м NR    | Андрей Проценко Украина                                                                           | 2.33 м SB     |
| Прыжок с шестом см. подробнее  | Арман Дюплантис Швеция                                                                                 | 6,21 м WR      | Крис Нильсен США                                                                                       | 5,94 м       | Эрнест Джон Обьена Филиппины                                                                      | 5,94 м AR     |
| Прыжок в длину см. подробнее   | Ван Цзянань Китай                                                                                      | 8,36 м SB      | Милтиадис Тентоглу Греция                                                                              | 8,32 м       | Симон Эхаммер Швейцария                                                                           | 8,16 м        |
| Тройной прыжок см. подробнее   | Педро Пичардо Португалия                                                                               | 17.95 м WL     | Юг Фабрис Занго Буркина-Фасо                                                                           | 17.55 м SB   | Чжу Ямин Китай                                                                                    | 17.31 м SB    |
| Толкание ядра см. подробнее    | Райан Краузер США                                                                                      | 22,94 м CR     | Джо Ковач США                                                                                          | 22,89 м SB   | Джош Авотунде США                                                                                 | 22,29 м PB    |
| Метание диска см. подробнее    | Кристьян Чех Словения                                                                                  | 71.13 м CR     | Миколас Алекна Литва                                                                                   | 69.27 м      | Андрюс Гуджюс Литва                                                                               | 67.55 м       |
| Метание копья см. подробнее    | Андерсон Питерс Гренада                                                                                | 90.54 м        | Нирадж Чопра Индия                                                                                     | 88.13 м      | Якуб Вадлейх Чехия                                                                                | 88.09 м       |
| Метание молота см. подробнее   | Павел Файдек Польша                                                                                    | 81,98 м WL     | Войцех Новицкий Польша                                                                                 | 81,03 м      | Эйвинн Хенриксен Норвегия                                                                         | 80,87 м SB    |
| Десятиборье см. подробнее      | Кевин Майер Франция                                                                                    | 8816 очков SB  | Пирс Лепаж Канада                                                                                      | 8701 очко PB | Зак Зимек США                                                                                     | 8676 очков PB |

### Женщины
| Дисциплина                     | Золото | Золото         | Серебро | Серебро       | Бронза                                                                                       | Бронза        |
| ------------------------------ | --- | -------------- | --- | ------------- | -------------------------------------------------------------------------------------------- | ------------- |
| 100 м см. подробнее            | Шелли-Энн Фрейзер-Прайс Ямайка                                                                                             | 10.67 CR WL    | Шерика Джексон Ямайка | 10.73 PB      | Элейн Томпсон-Хера Ямайка                                                                    | 10.81         |
| 200 м см. подробнее            | Шерика Джексон Ямайка | 21.45 CR NR WL | Шелли-Энн Фрейзер-Прайс Ямайка | 21.81 SB      | Дина Эшер-Смит Великобритания                                                                | 22.02         |
| 400 м см. подробнее            | Шона Миллер-Уйбо Багамские Острова                                                                                         | 49.11 WL       | Марилейди Паулино Доминиканская Республика                                                                                              | 49.60         | Сада Уильямс Барбадос                                                                        | 49.75 NR      |
| 800 м см. подробнее            | Атинг Му США | 1:56,30 WL     | Кили Ходжкинсон Великобритания | 1:56,38 SB    | Мэри Мораа Кения                                                                             | 1:56,71 PB    |
| 1500 м см. подробнее           | Фейт Кипьегон Кения | 3:52.96        | Гудаф Цегай Эфиопия | 3:54.52       | Лора Мьюр Великобритания                                                                     | 3:55.28 SB    |
| 5000 м см. подробнее           | Гудаф Цегай Эфиопия | 14:46.29       | Беатрис Чебет Кения | 14:46.75 SB   | Давит Сеяум Эфиопия                                                                          | 14:47.36      |
| 10 000 м см. подробнее         | Летесенбет Гидей Эфиопия                                                                                                   | 30:09.94 WL    | Хеллен Обири Кения | 30:10.02 PB   | Маргарет Кипкембой Кения                                                                     | 30:10.07 PB   |
| Марафон см. подробнее          | Готитом Гебресласе Эфиопия                                                                                                 | 02:18:11 CR    | Джудит Корир Кения | 02:18:20 PB   | Лона Салпетер Израиль                                                                        | 02:20:18      |
| Эстафета 4×100 м см. подробнее | США · Мелисса Джефферсон · Эбби Стейнер · Дженна Прандини · Тваниша Терри · Алейя Хоббс                                    | 41.14 WL       | Ямайка · Кемба Нелсон · Элейн Томпсон-Хера · Шелли-Энн Фрейзер-Прайс · Шерика Джексон · Бриана Уильямс · Наталлия Уайт · Ремона Бёрчелл | 41.18 SB      | Германия · Татьяна Пинту · Александра Бургхардт · Джина Люккенкемпер · Ребекка Хазе          | 42.03 SB      |
| Эстафета 4×400 м см. подробнее | США · Талита Диггс · Эбби Стейнер · Бриттон Уилсон · Сидни Маклафлин · Эллисон Феликс · Кейлин Уитни · Джейд Стептер Бейнс | 3:17.79 WL     | Ямайка · Кэндис Маклауд · Джанив Расселл · Стефени Энн Макферсон · Чароки Янг · Стэйси-Энн Уильямс · Джунелл Бромфилд · Тиффани Джеймс  | 3:20.74 SB    | Великобритания · Виктория Охуруогу · Николь Йергин · Джесси Найт · Лавиаи Нильсен · Ама Пипи | 3:22.64 SB    |
| 100 м с/б см. подробнее        | Тоби Амусан Нигерия | 12.06          | Британи Андерсон Ямайка | 12.23         | Джасмин Камачо-Куинн Пуэрто-Рико                                                             | 12.23         |
| 400 м с/б см. подробнее        | Сидни Маклафлин США | 50.68 WR       | Фемке Бол Нидерланды | 52.27 SB      | Далайла Мухаммад США                                                                         | 53.13 SB      |
| 3000 м с/п см. подробнее       | Нора Джеруто Казахстан | 8:53.02 CR WL  | Веркуха Гетачью Эфиопия | 8:54.61 NR    | Мекидес Абебе Эфиопия                                                                        | 8:56.08 PB    |
| Ходьба на 20 км см. подробнее  | Кимберли Гарсия Перу | 1:26:58 NR     | Катажина Здзебло Польша | 1:27:31 NR    | Цеян Шэньцзе Китай                                                                           | 1:27:56       |
| Ходьба на 35 км см. подробнее  | Кимберли Гарсия Перу | 2:39:16 CR AR  | Катажина Здзебло Польша | 2:40:03 PB    | Цеян Шэньцзе Китай                                                                           | 2:40:37 AR    |
| Прыжок в высоту см. подробнее  | Элинор Паттерсон Австралия                                                                                                 | 2,02 м AR      | Ярослава Магучих Украина | 2,02 м        | Елена Валлортигара Италия                                                                    | 2,00 м SB     |
| Прыжок с шестом см. подробнее  | Кэти Нажотт США | 4,85 м WL      | Сэнди Моррис США | 4,85 м WL     | Нина Кеннеди Австралия                                                                       | 4,80 м SB     |
| Прыжок в длину см. подробнее   | Малайка Михамбо Германия                                                                                                   | 7,12 м SB      | Эсе Бруме Нигерия | 7,02 м SB     | Летисия Оро Мело Бразилия                                                                    | 6,89 м PB     |
| Тройной прыжок см. подробнее   | Юлимар Рохас Венесуэла | 15.47 м WL     | Шаника Рикеттс Ямайка | 14.89 м SB    | Тори Франклин США                                                                            | 14.72 м SB    |
| Толкание ядра см. подробнее    | Чейз Или США | 20.49 м        | Гун Лицзяо Китай | 20.39 м       | Джессика Схилдер Нидерланды                                                                  | 19.77 м       |
| Метание диска см. подробнее    | Фэн Бинь Китай | 69.12 м PB     | Сандра Перкович Хорватия | 68.45 м SB    | Валари Оллмен США                                                                            | 68.30 м       |
| Метание копья см. подробнее    | Келси-Ли Барбер Австралия                                                                                                  | 66.91 м WL     | Кара Уингер США | 64.05 м       | Харука Китагути Япония                                                                       | 63.27 м       |
| Метание молота см. подробнее   | Брук Андерсен США | 78.96 м        | Кэмрин Роджерс Канада | 75.52 м       | Джейни Кассанавоид США                                                                       | 74.86 м       |
| Семиборье см. подробнее        | Нафиссату Тиам Бельгия | 6947 очков WL  | Анук Веттер Нидерланды | 6867 очков NR | Анна Холл США                                                                                | 6755 очков PB |

### Микст
| Дисциплина                             | Золото                                                                                                   | Золото     | Серебро                                                                                      | Серебро    | Бронза                                                                                     | Бронза     |
| -------------------------------------- | --- | ---------- | -------------------------------------------------------------------------------------------- | ---------- | ------------------------------------------------------------------------------------------ | ---------- |
| Смешанная эстафета 4×400 м подробности | Доминиканская Республика · Фиордалиса Кофиль · Лидио Андрес Фелис · Алехандер Огандо · Марилейди Паулино | 3:09.82 WL | Нидерланды · Фемке Бол · Лимарвин Боневасия · Тони ван Дипен · Лике Клавер · Эвелине Салберг | 3:09.90 NR | США · Эллисон Феликс · Элайджа Годвин · Вернон Норвуд · Кеннеди Саймон · Уэйдлайн Джонатас | 3:10.16 SB |

## Медальный зачёт
*   Принимающая страна (США)
| Место           | Страна                   | Золото | Серебро | Бронза | Всего |
| --------------- | ------------------------ | ------ | ------- | ------ | ----- |
| 1               | США*                     | 13     | 9       | 11     | 33    |
| 2               | Эфиопия                  | 4      | 4       | 2      | 10    |
| 3               | Ямайка                   | 2      | 7       | 1      | 10    |
| 4               | Кения                    | 2      | 5       | 3      | 10    |
| 5               | Китай                    | 2      | 1       | 3      | 6     |
| 6               | Австралия                | 2      | 0       | 1      | 3     |
| 7               | Перу                     | 2      | 0       | 0      | 2     |
| 8               | Польша                   | 1      | 3       | 0      | 4     |
| 9               | Канада                   | 1      | 2       | 1      | 4     |
| 9               | Япония                   | 1      | 2       | 1      | 4     |
| 11              | Великобритания           | 1      | 1       | 5      | 7     |
| 12              | Норвегия                 | 1      | 1       | 1      | 3     |
| 13              | Гренада                  | 1      | 1       | 0      | 2     |
| 13              | Доминиканская Республика | 1      | 1       | 0      | 2     |
| 13              | Нигерия                  | 1      | 1       | 0      | 2     |
| 16              | Бельгия                  | 1      | 0       | 2      | 3     |
| 16              | Уганда                   | 1      | 0       | 2      | 3     |
| 16              | Швеция                   | 1      | 0       | 2      | 3     |
| 19              | Бразилия                 | 1      | 0       | 1      | 2     |
| 19              | Германия                 | 1      | 0       | 1      | 2     |
| 19              | Италия                   | 1      | 0       | 1      | 2     |
| 22              | Багамские Острова        | 1      | 0       | 0      | 1     |
| 22              | Венесуэла                | 1      | 0       | 0      | 1     |
| 22              | Казахстан                | 1      | 0       | 0      | 1     |
| 22              | Катар                    | 1      | 0       | 0      | 1     |
| 22              | Марокко                  | 1      | 0       | 0      | 1     |
| 22              | Португалия               | 1      | 0       | 0      | 1     |
| 22              | Словения                 | 1      | 0       | 0      | 1     |
| 22              | Франция                  | 1      | 0       | 0      | 1     |
| 30              | Нидерланды               | 0      | 3       | 1      | 4     |
| 31              | Литва                    | 0      | 1       | 1      | 2     |
| 31              | Украина                  | 0      | 1       | 1      | 2     |
| 33              | Алжир                    | 0      | 1       | 0      | 1     |
| 33              | Буркина-Фасо             | 0      | 1       | 0      | 1     |
| 33              | Греция                   | 0      | 1       | 0      | 1     |
| 33              | Индия                    | 0      | 1       | 0      | 1     |
| 33              | Республика Корея         | 0      | 1       | 0      | 1     |
| 33              | Хорватия                 | 0      | 1       | 0      | 1     |
| 39              | Испания                  | 0      | 0       | 2      | 2     |
| 40              | Барбадос                 | 0      | 0       | 1      | 1     |
| 40              | Израиль                  | 0      | 0       | 1      | 1     |
| 40              | Пуэрто-Рико              | 0      | 0       | 1      | 1     |
| 40              | Филиппины                | 0      | 0       | 1      | 1     |
| 40              | Чехия                    | 0      | 0       | 1      | 1     |
| 40              | Швейцария                | 0      | 0       | 1      | 1     |
| Всего стран: 45 | Всего стран: 45          | 49     | 49      | 49     | 147   |

## Прочее

### Рекорды
| Тип рекорда                          | М | Ж | Микст | Всего |
| ------------------------------------ | - | - | ----- | ----- |
| Мировые рекорды (WR)                 | 1 | 2 | 0     | 3     |
| Рекорды чемпионатов мира (CR)        | 4 | 5 | 0     | 9     |
| Континентальные рекорды (AR)         | 1 | 3 | 0     | 4     |
| Национальные рекорды (NR)            | 3 | 4 | 1     | 8     |
| Лучшие результаты сезона в мире (WL) | 5 | 8 | 1     | 14    |

### Знаменательные события и достижения
- Американка Эллисон Феликс приняла участие в 10-м для себя чемпионате мира. В составе смешанной эстафетной команды Феликс завоевала «бронзу», которая стала для неё 19-й медалью на чемпионатах мира. Эта награда сделала Феликс самой титулованной легкоатлеткой на чемпионатах мира и Олимпийских играх[15]. После забега Эллисон Феликс объявила о завершении своей спортивной карьеры[16].
- Метатель молота поляк Павел Файдек выиграл пятый чемпионат мира подряд, выступая только в одном виде. Лишь прыгуну с шестом Сергею Бубке удавалось побеждать на шести мировых первенствах к ряду[17].
- Спринтеры из США заняли весь пьедестал в забеге на 200 м, а Ноа Лайлс, победитель на этой дистанции, побил национальный рекорд США в беге на 200 м, державшийся до этого 26 лет. Кроме того, его результат стал третьим лучшим временем за всю историю[18].
- Спринтеры из США заняли весь пьедестал в мужском забеге на 100 м. Последний раз спортсменам из одной страны удавалось сделать это в 1991 году. Всего же это третий подобный случай в истории чемпионатов мира[19].
- Женщины-спринтеры из Ямайки заняли весь пьедестал в забеге на 100 м[20]. Победитель забега Шелли-Энн Фрейзер-Прайс выиграла своё 10-е «золото» чемпионатов мира и 12-ю медаль[21]. Это делает её одной из самых титулованных легкоатлеток за всю историю.
- Перуанка Кимберли Гарсия взяла «золото» на двух стартах женщин-ходоков в рамках одного чемпионата мира[22]. Кроме того, пьедестал в дисциплине ходьба на 35 км у женщин полностью повторил пьедестал в дисциплине ходьба на 20 км.
- Состоялось возвращение Кастер Семени на чемпионаты мира после 5-летней дисквалификации. Семеня приняла участие в забеге на 5000 м и не смогла отобраться в финал[23]

### Происшествия
- Незадолго до старта стало известно, что бегун на 800 м Найджел Амос из Ботсваны пропустит чемпионат из-за положительной допинг-пробы[24].
- По причине травмы сухожилия чемпионат пропустил олимпийский чемпион багамский спринтер Стивен Гардинер[25].
- Чемпионка мира в беге на 3000 с/п кенийка Беатрис Чепкоеч пропустила соревнования из-за травмы[26].
- Чемпион и рекордсмен Африки Фердинанд Оманьяла (Кения) из-за проволочек с получением американской визы смог прилететь в Юджин всего за несколько часов до начала отборочных забегов[27]. В своём забеге Оманьяла стал 3-м, что позволило ему выйти в полуфинал, где его результат не позволил пройти в заключительный этап соревнований.
- Олимпийский чемпион Марсель Якобс, представляющий Италию, снялся с соревнований по ходу чемпионата из-за травмы[28].
- Тренер сборной США Рана Райдер был задержан прямо на чемпионате мира, поскольку находился в разминочной зоне, не имея аккредитации, которой он лишился ввиду расследования по делу о сексуальных домогательствах[29].
- Чемпионка мира 2019 года в метании диска кубинка Яйме Перес сбежала в США с Кубы во время чемпионата мира[30].